# Kelliella nitida
Kelliella nitida är en musselart. Kelliella nitida ingår i släktet Kelliella och familjen Kelliellidae. Inga underarter finns listade i Catalogue of Life.